# Resolutie 59 Veiligheidsraad Verenigde Naties
Resolutie 59 van de Veiligheidsraad van de Verenigde Naties werd aangenomen in oktober 1948. Er waren geen bezwaren dus werd de goedkeuring als unaniem beschouwd.

## Achtergrond
VN-bemiddelaar Folke Bernadotte was met het oog op het sluiten van een akkoord door de VN naar Palestina gestuurd. Hij kon een bestand sluiten, maar werd op 17 september 1948 door zionistische militanten doodgeschoten.

## Inhoud
De Veiligheidsraad:
- Verwijst naar het rapport van de waarnemende bemiddelaar over de moord op VN-bemiddelaar Folke Bernadotte en waarnemer André Sérot, zijn rapport over moeilijkheden bij het toezicht op het bestand en het rapport van de Bestandscommissie voor Palestina over de situatie in Jeruzalem.

1. Is bezorgd over het feit dat Israël nog steeds geen rapport heeft ingediend over het moordonderzoek.
2. Vraagt dat land zo snel mogelijk te laten weten hoe ver dit onderzoek staat en maatregelen die genomen worden tegen nalatigheid van functionarissen.
3. Herinnert de betrokken regeringen en autoriteiten eraan dat resolutie 54 en resolutie 56 volledig van kracht blijven.
4. Herinnert de waarnemend bemiddelaar eraan dat de waarnemers voor de VN het beste gelijkmatig over de territoria van beide partijen kunnen worden verdeeld om op het bestand toe te zien.
5. De autoriteiten hebben de taak:
a. De VN-waarnemers en ander personeel met de nodige merktekens volledige bewegingsvrijheid geven.
b. Te assisteren in de verplaatsingen van VN-personeel door de procedures voor VN-vliegtuigen te vereenvoudigen en veilige doorgang te verzekeren.
c. Mee te werken met de waarnemers inzake het onderzoeken van schendingen van het bestand, inclusief getuigen, getuigenissen en ander bewijsmateriaal beschikbaar maken.
d. Alle via de VN-bestandscommissie gesloten overeenkomsten onmiddellijk mede te delen aan de commandanten op het slagveld.
e. Alle nodige maatregelen te nemen om de veiligheid en de veilige doorgang van het personeel van de Bestandscommissie en de bemiddelaar terwijl op hun terrein te garanderen.
f. Iedereen die geweld pleegt tegen dit personeel snel te straffen.

## Verwante resoluties
- Resolutie 57 Veiligheidsraad Verenigde Naties over de regelingen na de dood van de VN-bemiddelaar.
- Resolutie 60 Veiligheidsraad Verenigde Naties richtte een subcomité op om een nieuwe resolutie voor te bereiden.
- Resolutie 61 Veiligheidsraad Verenigde Naties besloot het bestand in voege te houden.
- Resolutie 62 Veiligheidsraad Verenigde Naties besloot het bestand te vervangen door een wapenstilstand.

Lijst ·  38 ·  39 ·  40 ·  41 ·  42 ·  43 ·  44 ·  45 ·  46 ·  47 ·  48 ·  49 ·  50 ·  51 ·  52 ·  53 ·  54 ·  55 ·  56 ·  57 ·  58 ·  59 ·  60 ·  61 ·  62 ·  63 ·  64 ·  65 ·  66